# Sadłowizna (osada leśna wsi)
Sadłowizna – osada leśna wsi Kolonia Inwalidzka w Polsce, położona w województwie świętokrzyskim, w powiecie ostrowieckim, w gminie Kunów.
W latach 1975–1998 osada administracyjnie należała do województwa kieleckiego.